# Jgerda
Jgerda (en georgiano: ჯგერდა; en abjasio: Џьгьарда, romanizado: Tsgyarda) es un pueblo que pertenece a la parcialmente reconocida República de Abjasia, dentro del distrito de Ochamchira, aunque de iure es parte del municipio de Ochamchire de la República Autónoma de Abjasia de Georgia.

## Geografía
Jgerda se encuentra en el margen izquierdo del río Toumish y está a 29 km al noroeste de Ochamchire. Limita con la cordillera de Kodori en el norte; Somjuri Atara en el oeste, Gvada en el este; y también los pueblos de Kochara, Kutoli y Atara en el sur. Las aldeas de Dgamshi, Gurchji, Jgerda-Ajutsa y Yirguli están bajo la administración del pueblo.

## Historia
En la segunda mitad del siglo XIX, después de la guerra ruso-circasiana, Jgerda fue duramente golpeado por el genocidio circasio (Muhayir), cuando una gran parte de la población se vio obligada a partir hacia el Imperio otomano (en mayores números que otros pueblos de la zona). El mayor número de abjasios musulmanes de la región histórica de Abzhua era de Jgerda; por lo tanto en Turquía, entre la diáspora abjasia, todos los originarios de Abzua son llamados Jgardaa (al igual que en Argentina los españoles son llamados gallegos). Fundaron una nueva aldea de Jgerda (en turco: Söğütlü) en el noroeste de Turquía, parte de la provincia de Sakarya. El mayor número de Abzhui Muhajirs eran del pueblo de Jgerda.
A principios del siglo XX, campesinos turcos de fe cristiana emigraron a las partes montañosas de Jgerda (específicamente a Jgerda-Ajutsa), y allí cultivaron tabaco. Con el tiempo, estos turcos fueron asimilados a la población abjasia. Hasta la segunda mitad del siglo XX, Jjjarda también incluía el pueblo vecino de Gvada. En la década de 1960, debido a la ineficiencia de sus actividades agrícolas, toda la población de la parte montañosa del municipio se trasladó a la parte baja de Jgerda y toda la ladera del pueblo quedó deshabitada (así sigue siendo a día de hoy). El segundo presidente de Abjasia, Serguéi Bagapsh, y el escritor abjasio Fazil Iskander pasaron su infancia en Jgerda. 
Durante la guerra de Abjasia (1992-1993), todo el Jgerda estuvo bajo el control de las guerrillas abjasias.

## Demografía
La evolución demográfica de Jgerda entre 1989 y 2011 fue la siguiente:
| 1080                                                | 791 |
| (Fuente: Population of Abkhazia since Soviet times) |     |

La población ha disminuido poco más del 20% (no mucho en comparación con otros pueblos y la mayoría de la población que se fue era en su mayoría georgiana) tras la guerra de Abjasia. Sin embargo, tradicionalmente siempre han sido mayoritarios los abjasios étnicos.
|              | 2011      | 2011       |
| Grupo étnico | Población | Porcentaje |
| ------------ | --------- | ---------- |
| Georgianos   | 7         | 0,9%       |
| Abjasios     | 698       | 88,2%      |
| Rusos        | 5         | 0,6%       |
| Armenios     | 3         | 0,4%       |
| Total        | 791       | 100%       |

## Infraestructura

### Arquitectura y monumentos
El pueblo conserva los restos de tres iglesias cristianas. Además en la cima del monte Pskal se encuentran las ruinas de otro templo cristiano que data de la Alta Edad Media.